# Handley Page Victor
Handley Page Victor là một loại máy bay ném bom phản lực của Anh, do hãng Handley Page Aircraft Company chế tạo trong Chiến tranh Lạnh.

## Biến thể

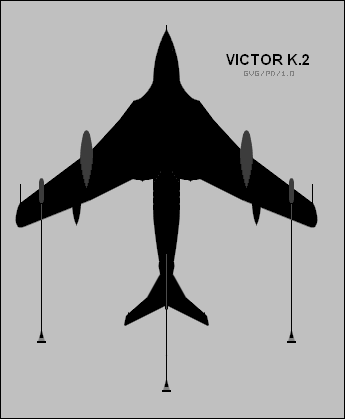
Victor K Mk.2

HP.80
Victor B.1
Victor B.1A
Victor B.1A (K.2P)
Victor BK.1
Victor BK.1A
Victor B.2
Victor B.2RS
Victor B(SR).2
Victor K.2
HP.96
HP.97
HP.98
HP.101
HP.104
HP.111
HP.114
HP.123

## Quốc gia sử dụng

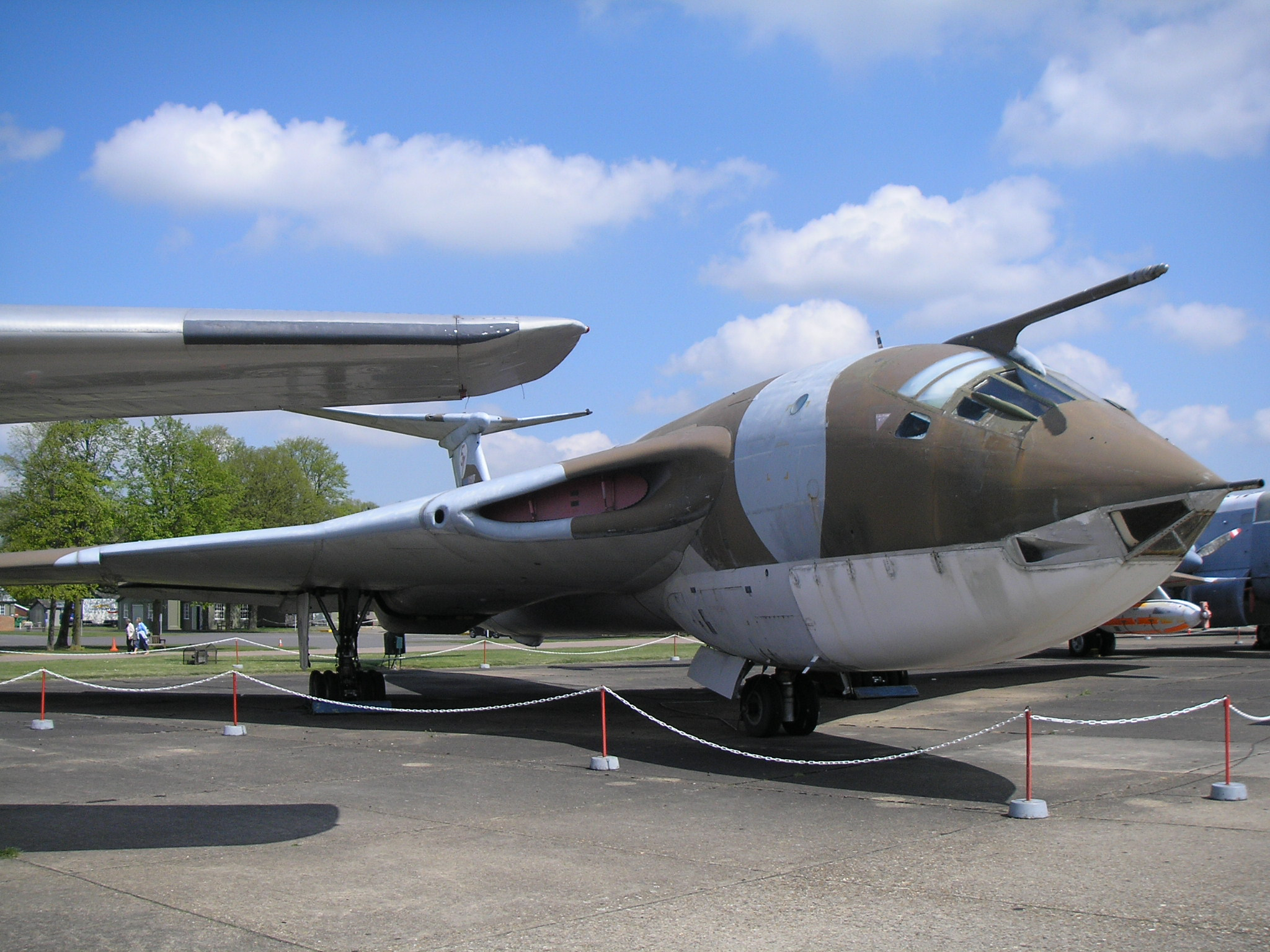
Victor B.1A (K.2P) XH648 trưng bày tại Bảo tàng Chiến tranh Đế chế Duxford

- Không quân Hoàng gia

## Tính năng kỹ chiến thuật (Handley Page Victor B.1)
Dữ liệu lấy từ Handley Page Aircraft since 1907
Đặc điểm tổng quát
- Tổ lái: 5
- Chiều dài: 114 ft 11 in (35,05 m)
- Sải cánh: 110 ft 0 in (33,53 m)
- Chiều cao: 28 ft 1½ in[2] (8,57 m)
- Diện tích cánh: 2.406 sq ft (223,5 m²)
- Trọng lượng rỗng: 89.030 lb[3] (40.468 kg)
- Trọng lượng cất cánh tối đa: 205.000 lb (93.182 kg)
- Động cơ: 4 × Armstrong Siddeley Sapphire A.S.Sa.7 kiểu turbojet, 11.050 lbf (49,27 kN) mỗi chiếc

 Hiệu suất bay 
- Vận tốc cực đại: 627 mph[2] (545 knot, 1,009 km/h) trên độ cao 36.000 ft (11.000 m)
- Tầm bay: 6.000 mi (5.217 hải lý, 9.660 km)
- Trần bay: 56.000 ft (17.000 m)

Trang bị vũ khí

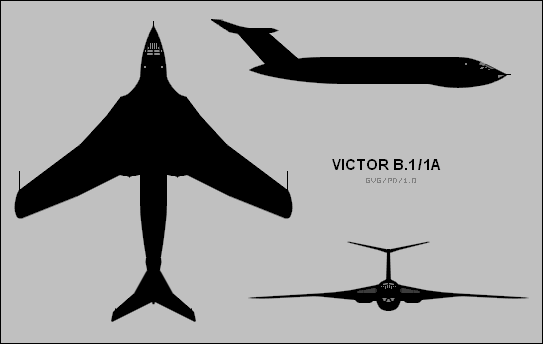
Victor B.1

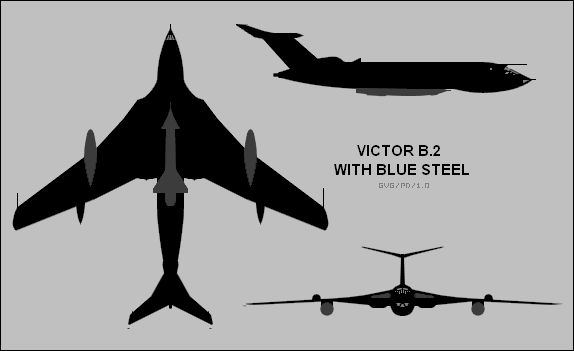
Victor B.2

- Lên tới 35 × quả bom 1.000 lb (450 kg) hoặc
- 1× quả bom hạt nhân Yellow Sun